# Coronado (São Romão e São Mamede)
Coronado (São Romão e São Mamede) (llamada oficialmente União das Freguesias de Coronado (São Romão e São Mamede)) es una freguesia portuguesa del municipio de Trofa, distrito de Oporto.

## Historia
Fue creada el 28 de enero de 2013 en aplicación de una resolución de la Asamblea de la República de Portugal promulgada el 16 de enero de 2013 con la unión de las freguesias de São Mamede do Coronado y São Romão do Coronado, pasando su sede a estar situada en la antigua freguesia de São Romão do Coronado.

## Demografía
| Gráfica de evolución demográfica de Coronado (São Romão e São Mamede) entre 2011 y 2021 |
|                                                                                         |
| Datos según el nomenclátor publicado por el INE portugués.                              |